# جان اوپیه
جان اوپیه (به انگلیسی: John Opie) (زاده ۱۶ مه ۱۷۶۱ - درگذشته ۹ آوریل ۱۸۰۷ در لندن) نفاش اهل کشور انگلستان بوده‌است.
از وی نقاشی‌های بسیاری که از مردان و زنان مختلف مانند مری ولستون‌کرافت، ساموئل جانسونادموند برک و مری شلی خلق شده برجای مانده‌است.

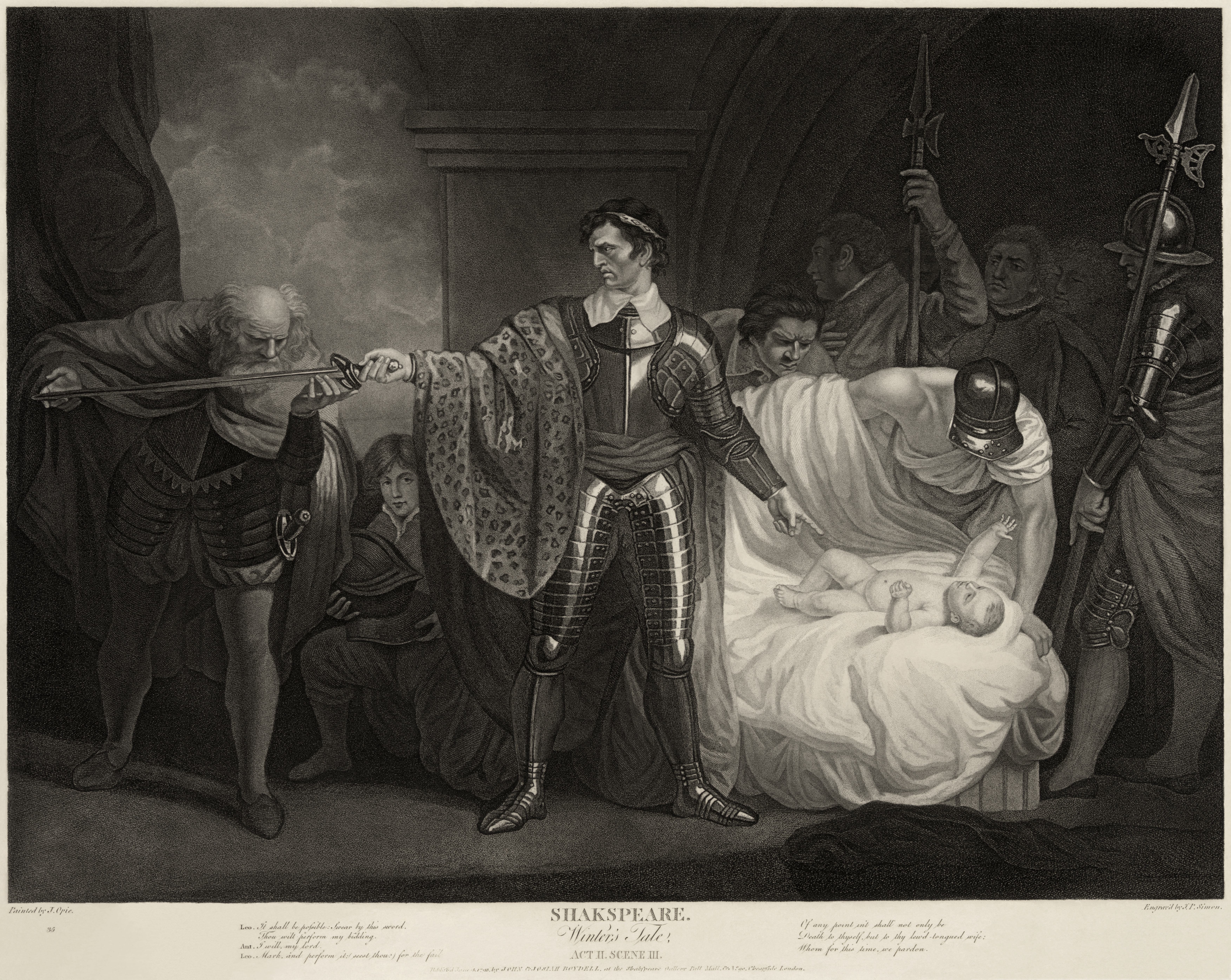
صحنه‌ی سوم از پرده‌ی دوم نمایشنامه حکایت زمستان نمایشنامه‌ای اثر شکسپیر. اثر جان اوپیه (۱۷۹۳). آنتیگونوس در حال ادای سوگند وفاداری به لئونتس؛ در تلاش برای نجات جان دختر لئونتس.